# Eleftheros Typos
Eleftheros Typos (en griego: Ελεύθερος Τύπος, La Prensa Libre) es un diario griego, fundado en 1983. Es un diario de tendencia conservadora. Se ha caracterizado por el apoyo del acercamiento de la Unión Europea hacia Grecia y a las propuestas para establecer una economía de tendencia más liberal en Grecia.